# Махмуд, Саба
Саба Махмуд (Saba Mahmood; 3 февраля 1961, Кветта, Западный Пакистан — 10 марта 2018[…], Беркли, Калифорния) — американский социокультурный антрополог пакистанского происхождения, специалист по современному Египту. Доктор философии (1998), эмерит-профессор Калифорнийского университета в Беркли. Специализировалась по вопросам секуляризма, религии, гендера и постколониализма на Ближнем Востоке. Лауреат Clifford Geertz Prize (2016) и др. отличий. «Ведущая пакистанская исследовательница в области гуманитарных наук», которую «едва знали в родной стране».

## Биография и творчество
Родилась в семье полицейского и домохозяйки.
Пакистанка и мусульманка, в 1981 году переехавшая в США на учёбу на степень бакалавра в области архитектуры и городского планирования в Университете Вашингтона (окончит в 1985 с отличием), она также получит отдельные степени магистра в области архитектуры (1987, с отличием) и городского планирования (1988) в Университете Мичигана и работала архитектором и застройщиком жилья (1988-1992). Затем она переключилась на политологию и антропологию, получит степени магистров - политологии с отличием в Университете Вашингтона в Сиэтле (1992) и антропологии, также с отличием, в Стэнфордском университете в 1994 году, а затем и докторскую степень по антропологии там же в последнем (1998), станет ассистент-профессором в Школе богословия Чикагского университета (1999—2003). В 2004 году перешла в Калифорнийский университет в Беркли, где оставалась до конца своей карьеры, с 2015 года в качестве профессора антропологии. Сыграла важную (центральную) роль в создании инициативы Беркли-Пакистан, первой в своем роде в Соединённых Штатах, посвященной изучению истории, политики и культуры Пакистана; сопредседатель Инициативы по языку урду. Работала в редакционной коллегии Калифорнийского издательства с 2010 по 2012 год.
Почетный доктор Университета Уппсалы в Швеции (2013). Подготовила многих учеников.
Испытала влияние идей Талала Асада, своего наставника, и Джудит Батлер. Как отмечает кандидат философских наук Колкунова Ксения Александровна, «в определённом смысле её [Махмуд] работа предлагает апологию ислама». Отмечают её влияние на современную критическую
теорию. Так, по мнению Ratna Kapur, её деятельность ознаменовала собой поворотный момент в критической мысли и стала частью канона в ряде дисциплин, включая исламские исследования, постколониальную и феминистскую теорию, а также культурную антропологию. Подвергалась резкой критике со стороны прогрессивных левых и феминисток.
Как отмечалось в некрологе ей в Times Higher Education: «Умер антрополог, привнесший новые сложные перспективы в наше понимание секуляризма и ислама». По мнению Zoya Rehman, С. Махмуд «несомненно, является одним из самых выдающихся „постсекулярных“ ученых в феминистской академии, которые „отвечали либерализму“ в то время, когда мир все больше становился одержимым „нелиберальными“ представлениями об исламе».
Две главные работы Махмуд посвящены Египту, где она проводила многолетние полевые исследования. Вторая из них — это «Религиозные различия в секулярную эпоху» (Religious Difference in a Secular Age: A Minority Report, 2016), ставшая кульминацией её анализа секуляризма, её magnum opus.
А первая — её же первая книга, называемая прорывной, признаваемая «современной классикой» и достигнувшая «почти канонического статуса» — «Политики благочестия» («Politics of Piety: The Islamic Revival and the Feminist Subject», Princeton University Press, 2005), удостоилась Victoria Schuck Award. Также соавтор Is Critique Secular? Blasphemy, Injury, and Free Speech (University of California Press, 2009). Соредактор Politics of Religious Freedom (University of Chicago, 2015). Публиковалась в Critical Inquiry, Cultural Anthropology, Boston Review, Comparative Studies in Society and History, Social Research, American Ethnologist, Public Culture, Cultural Studies. Работы переведены на арабский, французский, персидский, португальский, испанский, турецкий и польский языки.
Остался супруг Charles Hirschkind (замужем с 2003), также профессор антропологии в Беркли, и сын. Есть два брата.
Её памяти, называющего ее диамантом, посвящено эссе Дидье Фассена The Public Presence of Anthropology. A Critical Approach (2018).